# Ophiopristis axiologus
Ophiopristis axiologus är en ormstjärneart som beskrevs av Hubert Lyman Clark 1909. Ophiopristis axiologus ingår i släktet Ophiopristis och familjen knotterormstjärnor. Inga underarter finns listade i Catalogue of Life.